# フォーリーサウンド

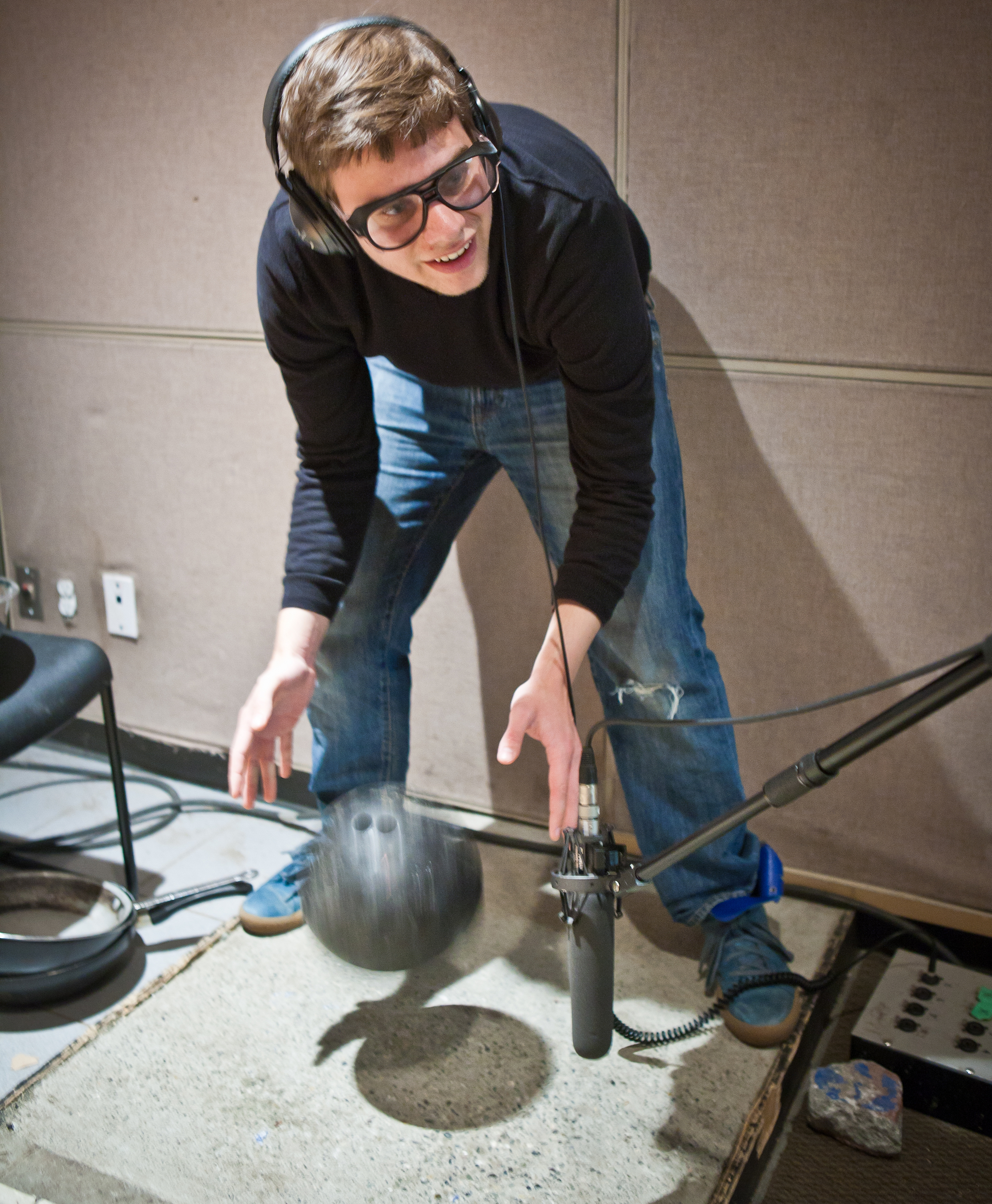
作業中のフォーリーアーティスト

フォーリーサウンド（英：Foley）は、映画などのメディア作品において、生活音などの日常的な効果音を制作し、リアリティや臨場感を再現することである。主に映像に合わせて音の演技をすることがメインの職務である。
フォーリーサウンドを作る人のことをフォーリーアーティストとも呼ぶ。

## 概要
ジャック・フォーリーの開発した手法であり名前の由来にもなっているエポニムである。米映画作品などにおいて、自作の効果音を制作したことが由来し、効果音全体のなかで「お手製の効果音」のことをフォーリーと言われ使われる。
映画の小道具やセットは、現実のものと同じように音響的に反応しないことが多いため、様々な道具を使用し音を作り、背景音を再現する必要がある。このような重要な背景音がないと、映画は不自然に静かで居心地の悪いものに感じられてしまう。背景音は登場人物の行動や周囲の環境に起因する音は足音、衣擦れ、ドアの音など多方面に渡る。
サウンド制作はフォーリーステージまたはフォーリースタジオと呼ばれる場所で行われる。

## 歴史

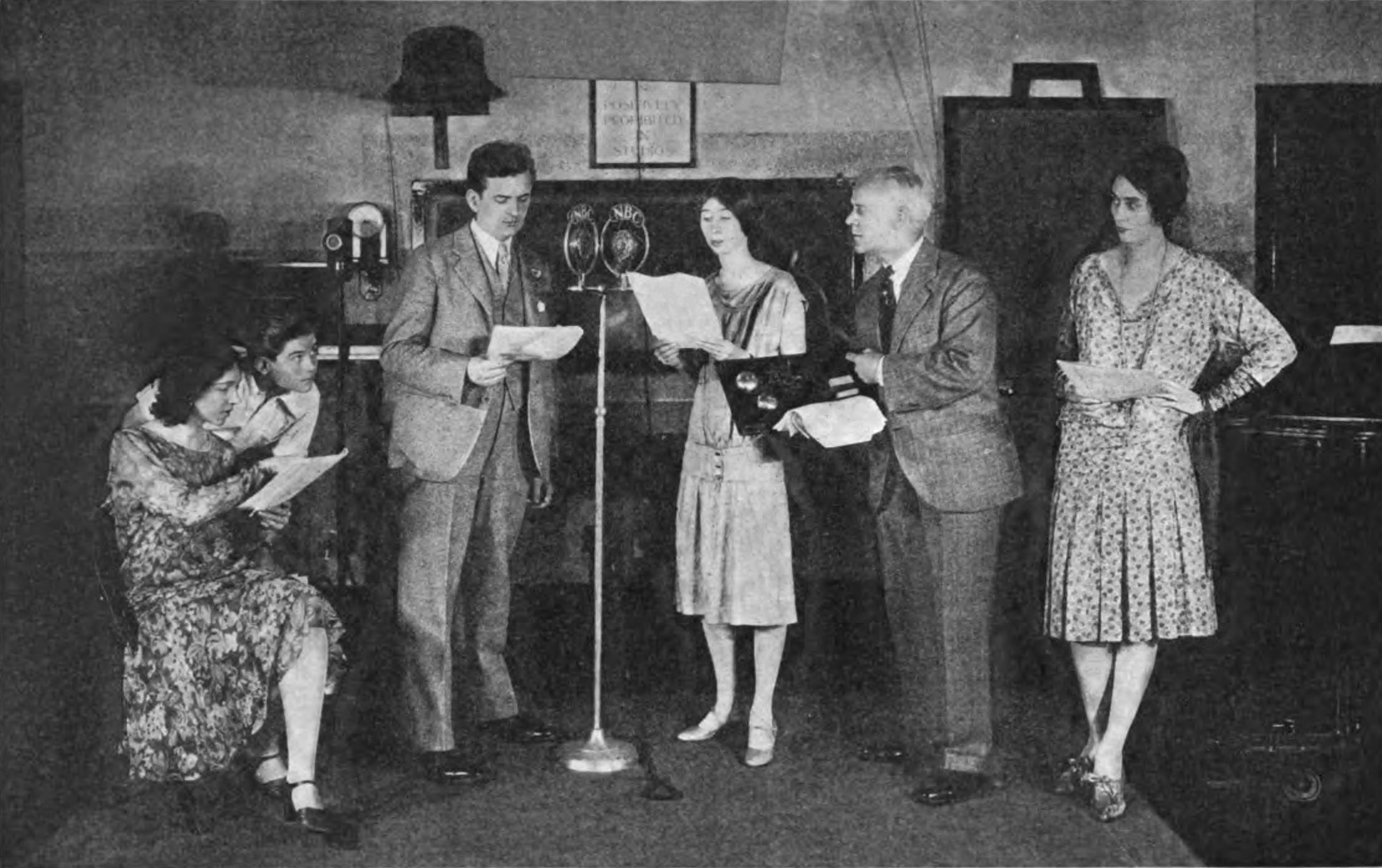
1920年代、ラジオの生演奏に効果を加える初期の音響効果（中央右）。エフェクトボードを持ち、電話の呼び出し音やドアの閉まり方をシミュレートしている。（NBC）

1920年代初頭に世界中でラジオドラマの生放送に音を加えることから始まった。当時の蓄音機による録音は、ほとんどの効果音を出番通りに忠実に再現するのに十分な品質や柔軟性がなかったため、効果音担当者はラジオ劇のすべての音を生で作成しなければならなかった。
ワーナー・スタジオが初めて音響を取り入れた映画『ジャズ・シンガー』を公開したとき、ユニバーサルは競争力を維持する必要があると考え、ラジオ経験のある従業員に名乗りを上げるよう呼びかけた。そして1914年、サイレント映画を制作していたユニバーサル・スタジオで仕事を始めたジャック・フォーリーはユニバーサルが当時予定していたサイレントミュージカル『ショー・ボート』をミュージカル化する音響スタッフの一員となった。
当時のマイクは台詞以上の音を拾うことができなかったため、他の音は撮影後に追加する必要があり、フォーリーと彼のクルーは、映画をスクリーンに映し出しながら、足音や閉まるドアが映画の中の俳優の動きと同期するように、ライブ効果音を収録した1トラックの音声を録音していた。ワーナー・ブラザーズがヴァイタフォンを導入し、音を動画に同期させることができるようになると、1926年の映画『ドン・ファン』に音楽と効果音を入れた。ジャック・フォーリーは1967年に亡くなるまで、映画のサウンドを制作している。
現代のフォーリーサウンドは、録音技術の進歩とともに進化してきた。今日では、音はオーディオの1トラックにライブ録音する必要はなく、映画の環境音を再現するために、何百もの小道具やデジタル効果を使用している。